# Beaubec-la-Rosière
Beaubec-la-Rosière est une commune française située dans le département de la Seine-Maritime en région Normandie.

## Géographie

### Description

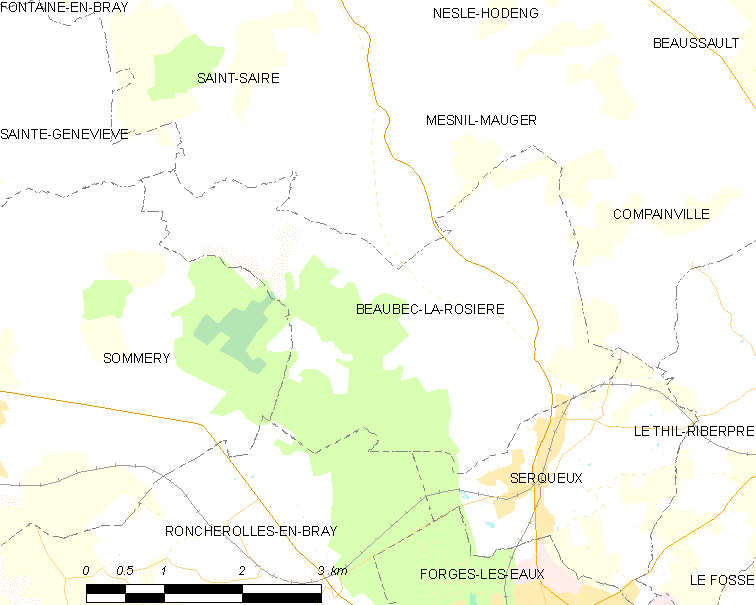
Carte de la commune.

Beaubec-la-Rosière est  un village rural et boisé normand du Pays de Bray,  desservi par l'ancienne route nationale 314 (actuelle RD 1314) qui relie  Forges-les-Eaux à Eu. Il est situé à une cinquantaine de kilomètres au nord-ouest de Beauvais, à 45 km au sud-est de Dieppe et de la Manche et à une quarantaine de kilomètres au nord-est de Rouen.
La commune est traversée par l'avenue verte, itinéraire cyclable qui relie Paris à Londres, et emprunte ici l'emprise de l'ancienne ligne de Saint-Denis à Dieppe.

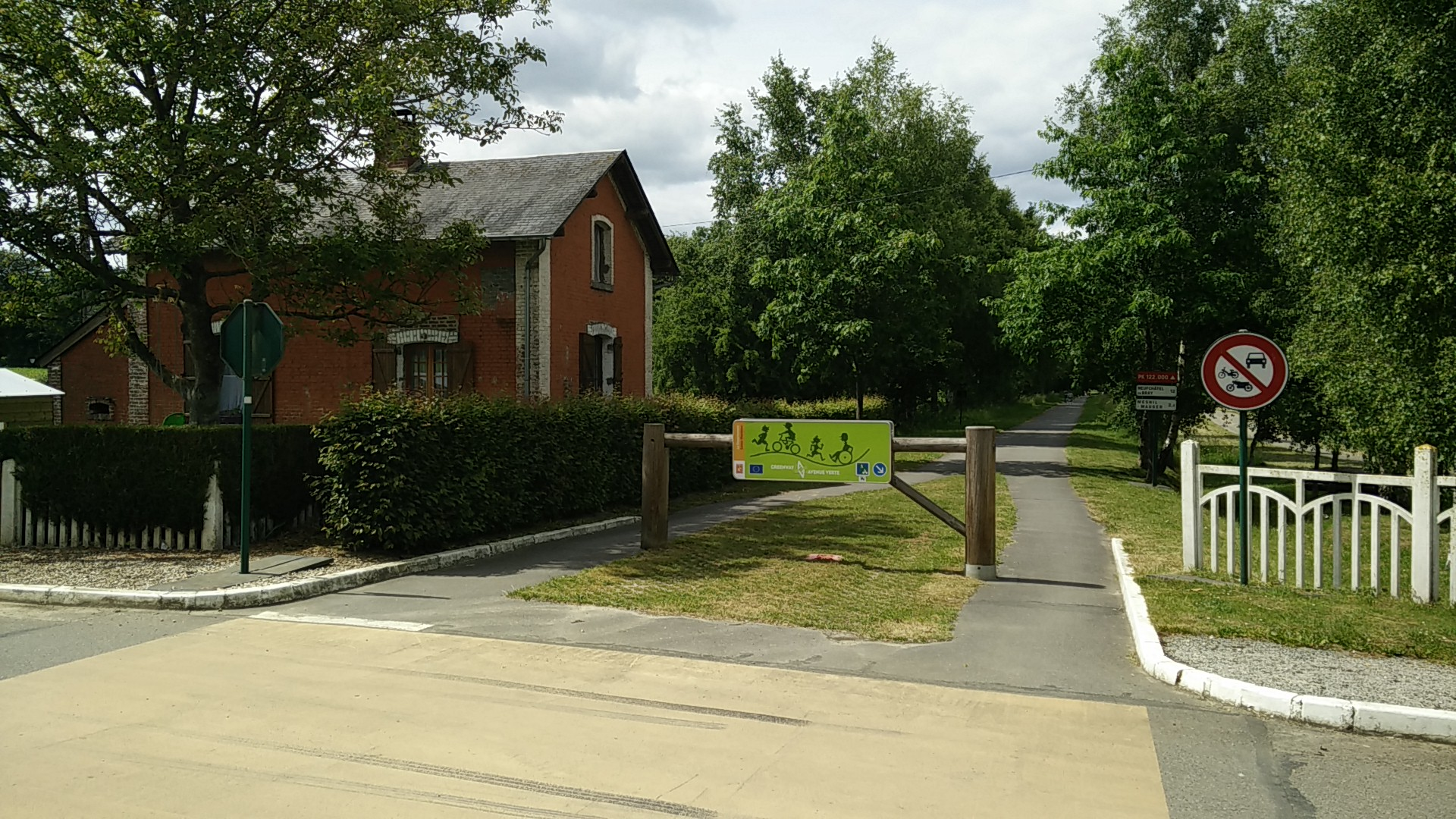
L'avenue verte et l'ancien passage à niveau.

### Communes limitrophes
| Sainte-Geneviève     | Saint-Saire        | Mesnil-Mauger |
| Sommery              | Beaubec-la-Rosière | Compainville  |
| Roncherolles-en-Bray |                    | Serqueux      |

### Hydrographie
La commune est située dans le bassin Seine-Normandie. Elle est drainée par le Sorson, Ruisseau du Vivier du Voeu, Cours d'Eau 01 de la Commune de Saint-Saire, Cours d'Eau 13 de la Commune de Beaubec-La-Rosière, Cours d'Eau 15 de la Commune de Beaubec-La-Rosière, le Torcon et l'Orson,,.
Le Sorson, d'une longueur de 11 km, prend sa source dans la commune de Sommery et se jette  dans l'Arques à Saint-Saire, après avoir traversé quatre communes. 
Un plan d'eau complète le réseau hydrographique : le plan d'eau 1 de la commune de Beaubec la Rosière (1,05 ha),.

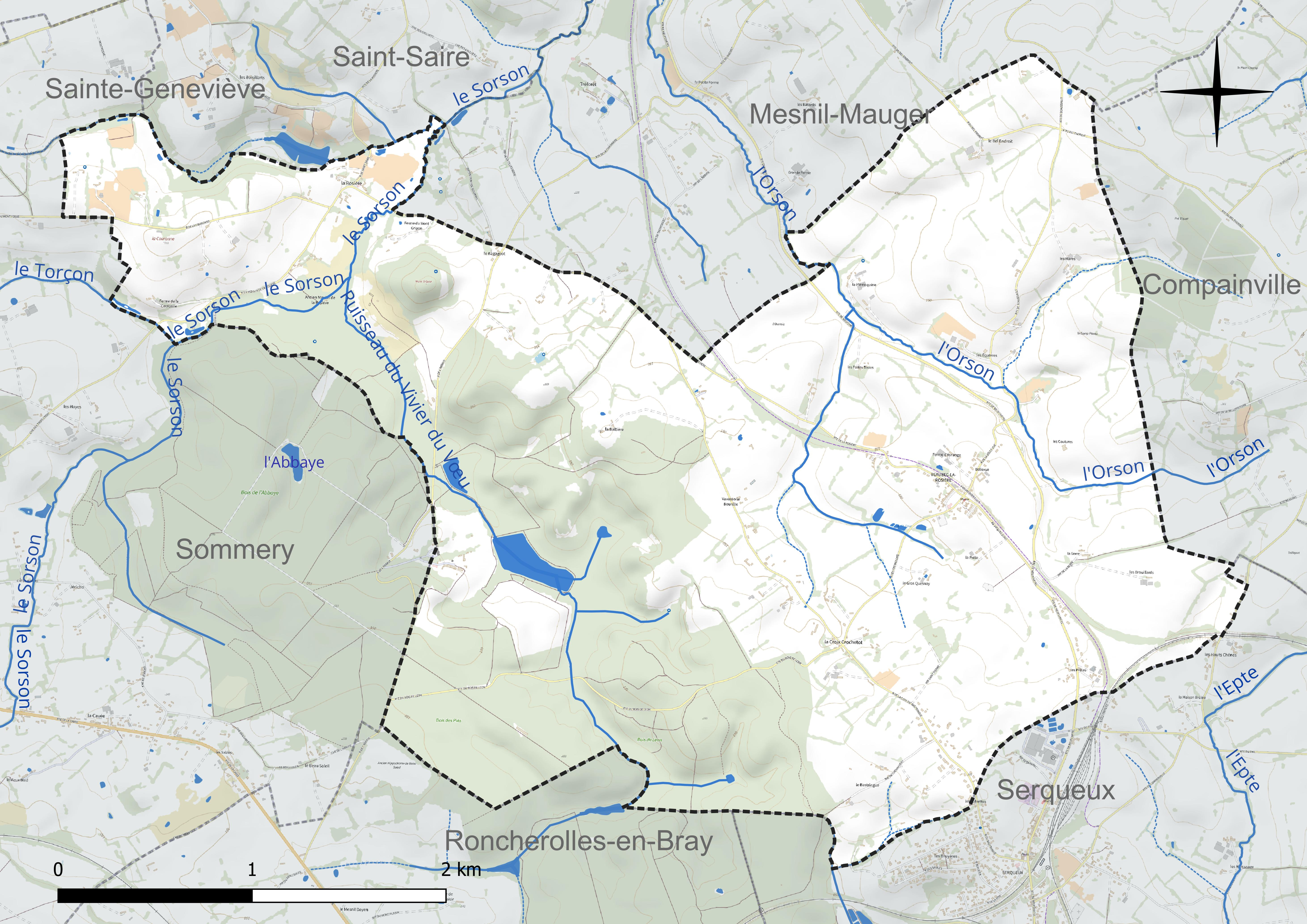
Réseau hydrographique de Beaubec-la-Rosière.

### Climat
Pour des articles plus généraux, voir Climat de la Normandie et Climat de la Seine-Maritime.
En 2010, le climat de la commune est de type climat océanique altéré, selon une étude du CNRS s'appuyant sur une série de données couvrant la période 1971-2000. En 2020, Météo-France publie une typologie des climats de la France métropolitaine dans laquelle la commune est exposée à un climat océanique et est dans la région climatique Côtes de la Manche orientale, caractérisée par un faible ensoleillement (1 550 h/an) ; forte humidité de l’air (plus de 20 h/jour avec humidité relative > 80 % en hiver), vents forts fréquents. Parallèlement le GIEC normand, un groupe régional d’experts sur le climat, différencie quant à lui, dans une étude de 2020, trois grands types de climats pour la région Normandie, nuancés à une échelle plus fine par les facteurs géographiques locaux. La commune est, selon ce zonage, exposée à un « climat contrasté des collines », correspondant au Pays de Bray, bien arrosé et frais.
Pour la période 1971-2000, la température annuelle moyenne est de 10,2 °C, avec une amplitude thermique annuelle de 13,9 °C. Le cumul annuel moyen de précipitations est de 875 mm, avec 13,3 jours de précipitations en janvier et 8,7 jours en juillet. Pour la période 1991-2020, la température moyenne annuelle observée sur la station météorologique la plus proche, située sur la commune de Forges-les-Eaux à 4 km à vol d'oiseau, est de 10,7 °C et le cumul annuel moyen de précipitations est de 860,1 mm,. Pour l'avenir, les paramètres climatiques de la commune estimés pour 2050 selon différents scénarios d’émission de gaz à effet de serre sont consultables sur un site dédié publié par Météo-France en novembre 2022.

## Urbanisme

### Typologie
Au 1er janvier 2024, Beaubec-la-Rosière est catégorisée commune rurale à habitat dispersé, selon la nouvelle grille communale de densité à sept niveaux définie par l'Insee en 2022.
Elle est située hors unité urbaine. Par ailleurs la commune fait partie de l'aire d'attraction de Rouen, dont elle est une commune de la couronne,. Cette aire, qui regroupe 317 communes, est catégorisée dans les aires de 200 000 à moins de 700 000 habitants,.

### Occupation des sols
L'occupation des sols de la commune, telle qu'elle ressort de la base de données européenne d’occupation biophysique des sols Corine Land Cover (CLC), est marquée par l'importance des territoires agricoles (72,8 % en 2018), en diminution par rapport à 1990 (76,4 %). La répartition détaillée en 2018 est la suivante : 
prairies (63,4 %), forêts (26,9 %), terres arables (6,5 %), zones agricoles hétérogènes (2,9 %), zones urbanisées (0,2 %). L'évolution de l’occupation des sols de la commune et de ses infrastructures peut être observée sur les différentes représentations cartographiques du territoire : la carte de Cassini (XVIIIe siècle), la carte d'état-major (1820-1866) et les cartes ou photos aériennes de l'IGN pour la période actuelle (1950 à aujourd'hui).

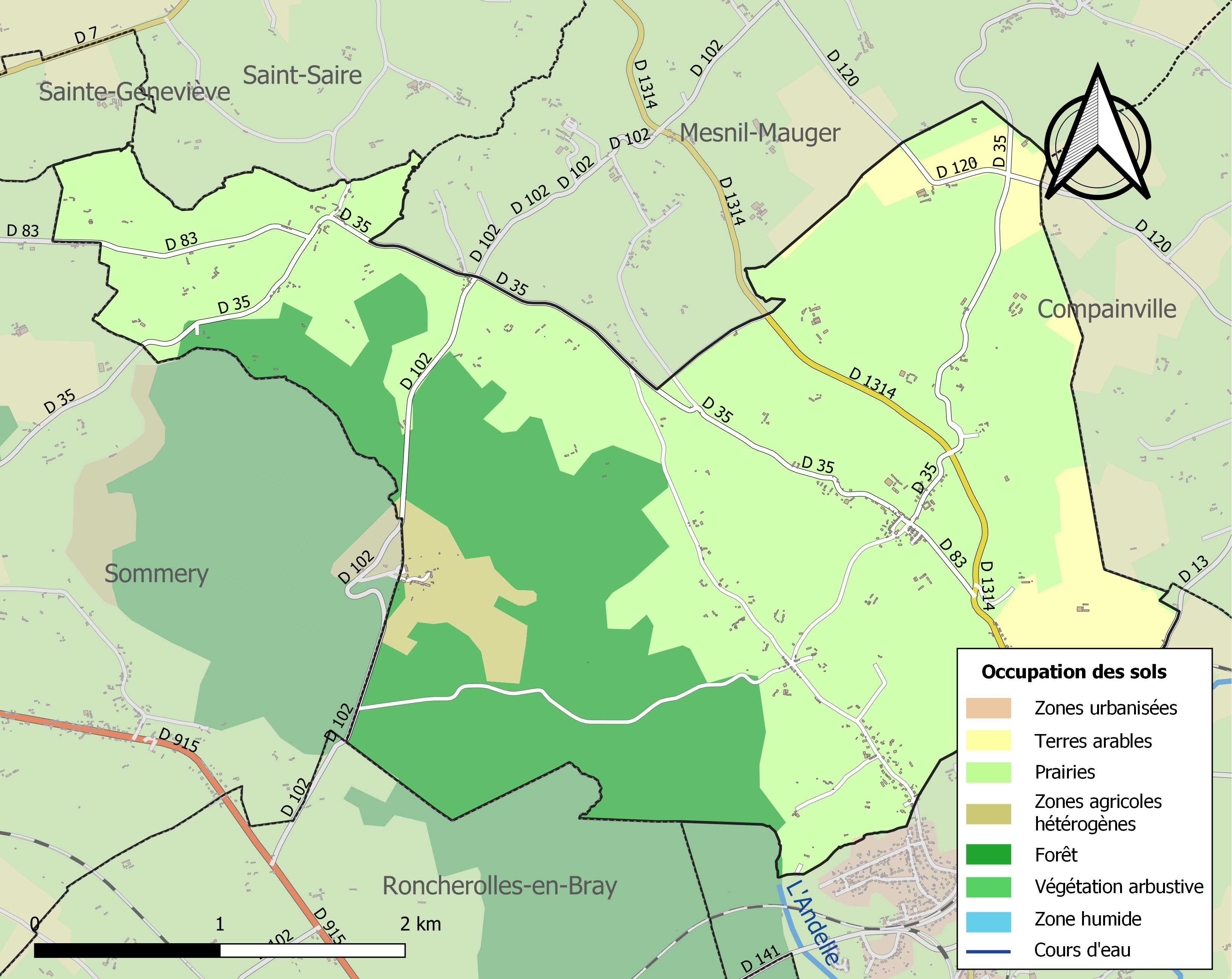
Carte des infrastructures et de l'occupation des sols de la commune en 2018 (CLC).

## Toponymie
Le nom de la localité est attesté sous la forme Belbech en 1143.
Le premier élément Bel- s'explique par l'ancien français bel « bel, beau », le second -bech, par l'ancien normand bec « ruisseau », issu du vieux norrois bekkr de même sens. Le sens global est donc celui de « beau ruisseau ». Ce type de composé avec un adjectif d'origine latine et un appellatif d'origine scandinave est caractéristique de la toponymie normande et reflète l'intégration de nombreux termes d'origine scandinave dans la langue romane vernaculaire (cf. Belbeuf, le Becquet, etc.).
Le déterminant complémentaire la Rosière a été ajouté au moment de la fusion entre les anciennes paroisses de Beaubec-la-Ville et la Rosière en 1823, il signifie vraisemblablement « la roselière », l'ancien français ros signifiant effectivement « roseau », dérivé avec le suffixe locatif -ière.

## Histoire
Fondation en 1127 par Hughes II de Gournay de l'abbaye de Belbech, fille de l'abbaye de Savigny, réunie à l'Ordre cistercien en 1148 et qui devint en un siècle mère de neuf couvents et d'un hospice. Elle abritait les reliques de saint Hélier, martyrisé à Jersey au VIe siècle.
L'abbaye a été détruite par un incendie en 1383 et partiellement reconstruite aux XVe et XVIIIe siècles. L'abbaye a été pillée, vendue et démolie lors de la Révolution française. En dehors de la chapelle Sainte-Ursule, il n'en reste plus que quelques traces de l'infirmerie, de la ferme, du parloir et des dépendances.
À quelques kilomètres de là, on peut encore voir un ensemble rural à Saint-Arnoult, dans le canton de Formerie, connu sous le nom de prieuré, qui fut une dépendance de l'abbaye de Beaubec.
L'abbé de Beaubec possédait des biens considérables dans cette région de l'Oise voisine de la Seine-Maritime. Jusqu'au XVIIIe siècle, l'abbé de Beaubec est seigneur pour partie de Saint-Arnoult.
Cette ancienne dépendance abbatiale se présente sous la forme d'une exploitation agricole dont les bâtiments sont disposés autour d'une grande cour carrée. Un incendie a fait disparaître en 1976 les deux tiers des bâtiments. Le plus ancien a été épargné. C'est un logis en pan de bois de la fin du XVe siècle qui présente deux niveaux d'encorbellements sculptés de motifs parfaitement conservés.
C'est une propriété privée ouverte au public.

### AuXVIIIesiècle

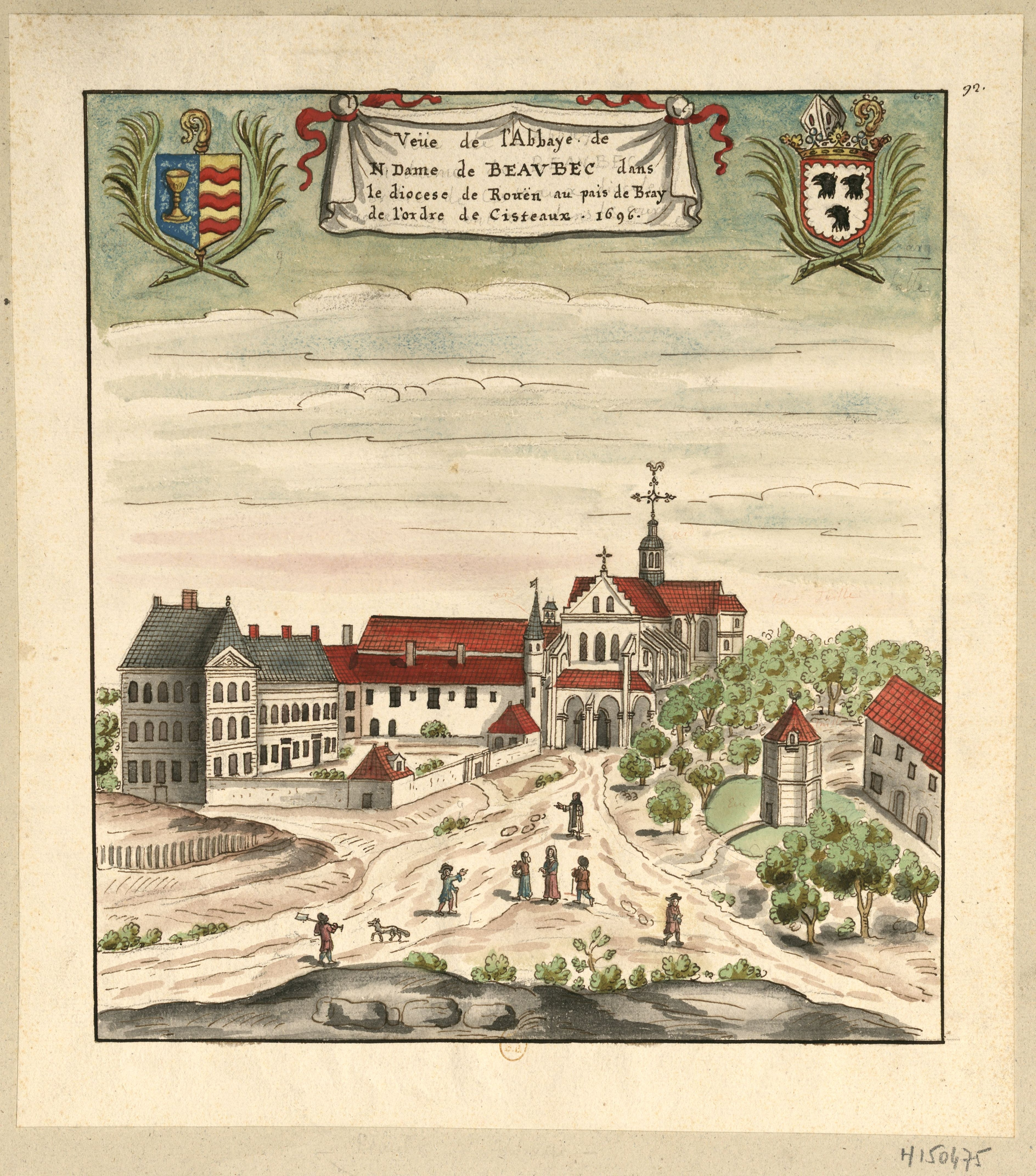
Vue de l'abbaye de Beaubec en 1696 (dessin de Louis Boudan).

Au XVIIIe siècle, l'abbaye acquiert le prieuré de Saint-Arnoult, situé sur la commune éponyme. Treize religieux sont recensés à l'abbaye en 1768.

### Fermeture à la Révolution
L'abbaye est pillée pendant la Révolution. En 1791, elle est vendue comme bien national et détruite peu après.

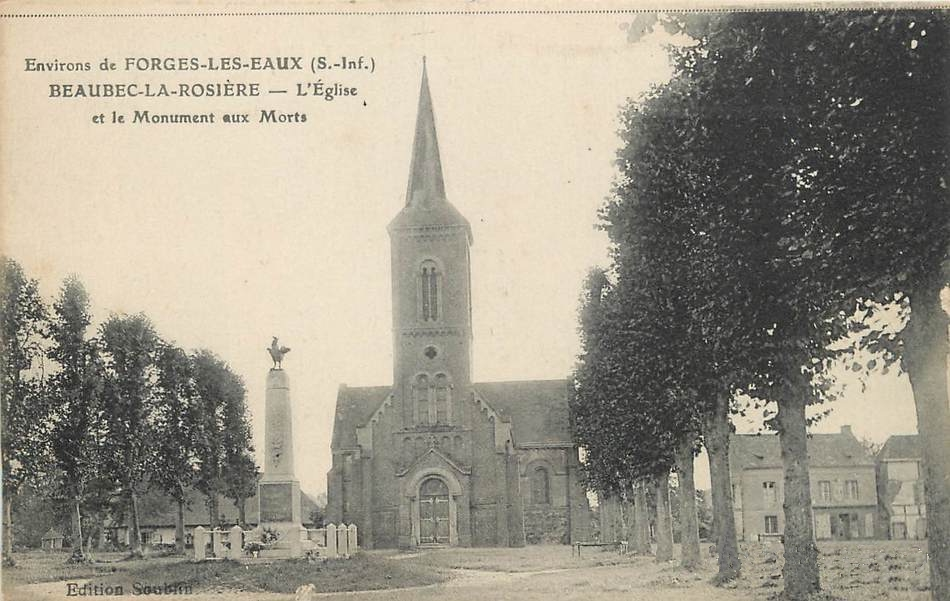
Carte postale du village vers 1925.

## Politique et administration

### Rattachements administratifs et électoraux
Rattachements administratifs
La commune se trouve depuis 1926 dans l'arrondissement de Dieppe du département de la Seine-Maritime.
Elle faisait partie depuis 1801 du canton de Forges-les-Eaux. Dans le cadre du redécoupage cantonal de 2014 en France, cette circonscription administrative territoriale a disparu, et le canton n'est plus qu'une circonscription électorale.
Rattachements électoraux
Pour les élections départementales, la commune fait partie depuis 2014 du canton de Gournay-en-Bray.
Pour l'élection des députés, elle fait partie de la sixième circonscription de la Seine-Maritime.

### Intercommunalité
Beaubec-la-Rosière était membre de la communauté de communes du canton de Forges-les-Eaux, un établissement public de coopération intercommunale (EPCI) à fiscalité propre créé fin 2001.
Dans le cadre de l'approfondissement de la coopération intercommunale prévu par la Loi portant nouvelle organisation territoriale de la République (Loi NOTRe) du 7 août 2015, cette intercommunalité a fusionné avec ses voisines pour former, le 1er janvier 2017, la communauté de communes des Quatre Rivières dont est désormais membre la commune.

### Liste des maires
| Période                                  | Période                    | Identité         | Étiquette | Qualité                        |
| ---------------------------------------- | -------------------------- | ---------------- | --------- | ------------------------------ |
| Les données manquantes sont à compléter. |                            |                  |           |                                |
| mars 2001                                | En cours (au 10 août 2020) | Roger Décarnelle | SE        | Réélu pour le mandat 2020-2026 |

### Politique de développement durable
En 2020, une tourbière de 2 hectares sur une propriété privée est réhabilitée grâce à un partenariat entre le pôle d'équilibre territorial et rural (PETR) du Pays de Bray (en tant qu’animateur du site Natura 2000 « Pays de Bray humide  ») et la fédération départementale des chasseurs de Seine-Maritime, permettant le développement de la biodiversité, puisqu'on des observe des amphibiens  notamment,  des bécassines et beaucoup de passages  d’animaux  sauvages tout en assurant une fonction de rétention de l'eau

## Démographie
L'évolution du nombre d'habitants est connue à travers les recensements de la population effectués dans la commune depuis 1793. Pour les communes de moins de 10 000 habitants, une enquête de recensement portant sur toute la population est réalisée tous les cinq ans, les populations de référence des années intermédiaires étant quant à elles estimées par interpolation ou extrapolation. Pour la commune, le premier recensement exhaustif entrant dans le cadre du nouveau dispositif a été réalisé en 2006.

En 2022, la commune comptait 462 habitants, en évolution de −7,6 % par rapport à 2016 (Seine-Maritime : +0,35 %, France hors Mayotte : +2,11 %).
| 1793 | 1800 | 1806 | 1821 | 1831 | 1836 | 1841 | 1846 | 1851 |
| ---- | ---- | ---- | ---- | ---- | ---- | ---- | ---- | ---- |
| 580  | 615  | 572  | 614  | 602  | 619  | 630  | 637  | 647  |

| 1856 | 1861 | 1866 | 1872 | 1876 | 1881 | 1886 | 1891 | 1896 |
| ---- | ---- | ---- | ---- | ---- | ---- | ---- | ---- | ---- |
| 624  | 585  | 635  | 651  | 663  | 631  | 640  | 620  | 563  |

| 1901 | 1906 | 1911 | 1921 | 1926 | 1931 | 1936 | 1946 | 1954 |
| ---- | ---- | ---- | ---- | ---- | ---- | ---- | ---- | ---- |
| 571  | 576  | 536  | 540  | 572  | 556  | 539  | 560  | 491  |

| 1962 | 1968 | 1975 | 1982 | 1990 | 1999 | 2006 | 2011 | 2016 |
| ---- | ---- | ---- | ---- | ---- | ---- | ---- | ---- | ---- |
| 519  | 466  | 361  | 328  | 312  | 394  | 449  | 479  | 500  |

| 2021 | 2022 | - | - | - | - | - | - | - |
| ---- | ---- | - | - | - | - | - | - | - |
| 474  | 462  | - | - | - | - | - | - | - |

## Culture locale et patrimoine

### Lieux et monuments

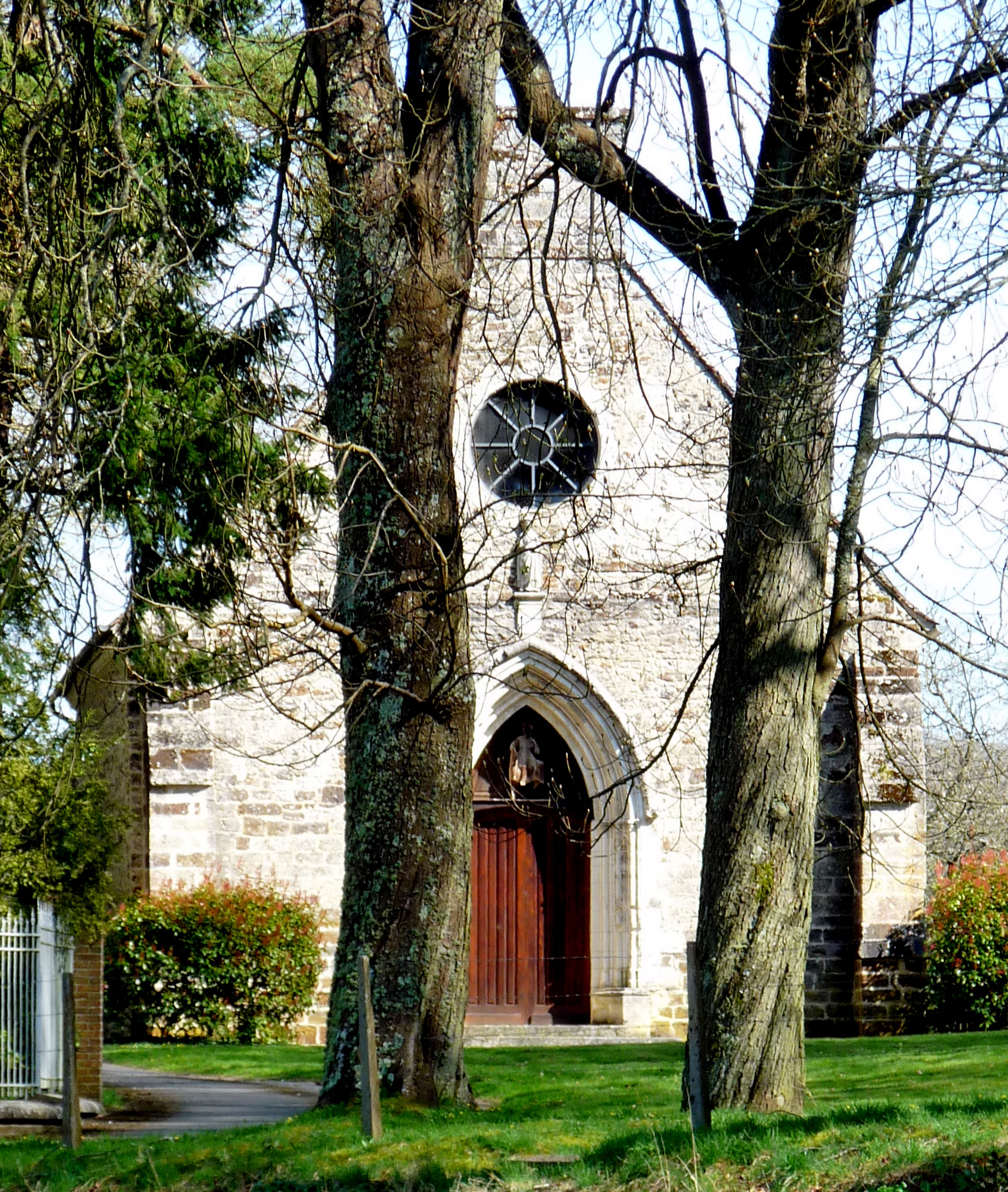
La chapelle de l'Abbaye.

- Chapelle Sainte-Ursule, anciennement abbaye de Beaubec.
- Chapelle (la Rosière).
- Église de la Sainte-Trinité (Beaubec-la-Ville).
- Motte et basse-cour fossoyée de Beaubec-la-Rosière. Elle est située au nord-ouest, dans la forêt, sur la colline dominant le hameau de la Rosière[35].
- Monument aux morts (1921).

- Croix de Beaubec-la-Rosière.

### Héraldique
| Armes de Beaubec-la-Rosière | Les armes de la commune de Beaubec-la-Rosière se blasonnent ainsi : Écartelé : au 1er parti au I d'azur à trois fleurs de lis d’or, au II de gueules à trois léopards d’or, l'un au-dessus de l'autre, armés et lampassés d'azur, au 2e parti au I de sable plain, au II d'argent à trois fasces entées-ondées de gueules, au 3e fascé de gueules et d'argent de huit pièces, au 4e de gueules à trois maisons d'or ; sur le tout, de gueules à la fasce ondée d'argent accompagnée de deux léopards d'or, armés et lampassés d’azur. Création Roger Decarnelle. Adopté en 2014. |